# Бахманское
Бахманское, ранее Боганьское — озеро в Лядской волости Плюсского района Псковской области на болоте Машутинский Мох в бассейне реки Яня. Площадь — 0,06 км² (6,00 га). На берегу озера населённых пунктов нет. Дно илисто-торфяное, коряги, сплавины.

## Исторические сведения
В писцовой книге 1571 года упоминается озеро, размером и расположением сходное с современным Бахманским озером, в то время близ этого водоёма стояла пустая деревня Багонье.

«Дер. Багонье, пол обжи пуста, пашни было в поле 2 четверти, а в дву по тому-ж, сена на отхожой пожни на реки на Яне, сена 3 копны, да на реки на Любочи 2 копны, лесу пашенного и непашенного вдоль 2 версты, а поперек верста; да под тою-ж деревнею, озерко лешое, в длину и поперек треть версты, а рыба в нём щучки да плотки, а ловят вятерки.»— [РГАДА, Ф. 137, Оп. 1, Новгород, № 8, л. 200 об.] печатается по редакции: «Новгородские писцовые книги, изданные императорской Археографической комиссией», т. 5, СПб, 1905 г., ред. С. К. Богоявленский.
Впоследствии на картах 1834 и 1863 годов это озеро было подписано как Боганьское. В советское время, начиная с карты 1926 года, оно же подписывалось как Бахманское, хотя болото к 2,7 километрах западу от него — Богонский Мох.